# Kineski građanski rat
Kineski građanski rat je oružani sukob koji se, s dužim prekidom, vodio u Kini od 1927. do 1950., između vlade Republike Kine na čelu s nacionalističkom strankom Kuomintang i pobunjenika na čelu s Komunističkom partijom Kine.
Izbio je za vrijeme Sjeverne ekspedicije (1926. – 1928.) u kojoj su komunisti i Kuomintang ispočetka bili saveznici u Prvom ujedinjenom frontu protiv Pekinške vlade i lokalnih vojnih zapovjednika ("gospodara rata") na sjeveru Kine. Povod za izbijanje sukoba bila je kontrola nad Šangajem, gdje su u proljeće 1927. nacionalisti masakrirali komunističko rukovodstvo. Preživjeli komunistički vođe sklonili su se u sela u unutrašnjosti juga Kine, gdje su s vremenom od lokalnog stanovništva počeli stvarati Nacionalnooslobodilačku armiju. Ona je pod vodstvom Mao Ce Tunga vješto koristila gerilsku strategiju i imala veliki teritorij poznat kao Kineska Sovjetska Republika. 
U koumintanškoj ofanzivi 1934., komunisti su izgubili teritorij, a preživjeli komunisti bili su prisiljeni krenuti na Dugi marš, na kraju koga su pronašli utočište u Yenanu. Sukob komunista i nacionalista privremeno je okončao X'ianski incident, odnosno spoznaja da za obje strane zajedničku opasnost predstavlja japanska ekspanzija u Kinu, koja je 1937. eskalirala u Drugi kinesko-japanski rat.
Nakon što je Japan kapitulirao 1945. godine, pokušaji da dvije strane spor oko budućnosti Kine riješe mirnim putem nije dao ploda, te su 1946. sukobi obnovljeni, pri čemu su nacionalisti uživali američku, a komunisti sovjetsku pomoć. Maovi komunisti su koristeći daleko veću podršku u seljačkim masama, na kraju odnijeli pobjedu i proglasili Narodnu Republiku Kinu, prisilivši nacionaliste da 1949. izbjegnu na Tajvan. Sukob nije službeno okončan i oba režima se smatraju legitimnim nasljednicima predratne Kine. Usprkos toga, između dva entiteta postoje službeni kontakti od 1984. godine. Sukob nije imao službeni završetak. Povjesničari se, međutim, slažu kako se smirio nakon pada Hainana, posljednjeg značajnog uporišta Kuomintanga kraj kineskog kopna.
U Kini se posljednje tri godine rata (1947. – 1949.) najčešće nazivaju Oslobodilački rat ili alternativno Treći unutrašnji revolucionarni rat (kin. 第三次国内革命战争). Na Tajvanu se rat prije 1991. nazivao Protivustanički rat protiv komunista (kin. 反共戡亂戰爭). Danas obje strane znaju koristiti izraz Nacionalističko-komunistički građanski rat.

## Kontekst
Nakon što je nekoliko tisuća godina pod raznim dinastijama postojalo Kinesko Carstvo, 1911. godine u Xinhajskoj revoluciji s vlasti je zbačena dinastija Qing i 1912. godine proglašena je Republika Kina. Za privremenog predsjednika nove republike 1911. godine izabran je doktor medicine Sun Yat-sen. Na prvim parlamentarnim izborima većinu glasova osvojila je pak kineska nacionalistička stranka Kuomintang u oba doma parlamenta. Budući da je bio samo privremeni predsjednik, Sun yat-sen je održao svoje obećanje da će nakon izbora odstupiti s ove dužnosti i prepustiti ju generalu Yuan Shikaju, zapovjedniku vojske u sjevernoj Kini koji je imao velike zasluge za uspješnu abdikaciju posljednjeg cara Pu Yia. U narednim vremenima, Yuan je međutim sve više počeo svojim potezima dovoditi u pitanje ideju republike, pa je na koncu i sebe nepopularno dao proglasiti za novog cara ali je restauracija monarhije brzo propala, budući da je Shikai umro od uremije u lipnju 1916.

### Sjeverna ekspedicija
Kao posljedica pada monarhije 1911. godine, stvorio se raspad središnje vlasti pa su područja sjeverne Kine razmrvila, dok su se na njima "osamostalili" razni gospodari rata. Sun Yat-sen umro je od raka 1925. godine a njegovo mjesto na čelu stranke Kuomintang preuzeo je vojni časnik Čang Kaj Šek. Kako bi vojnim putem ponovo ujedinio zemlju Čang Kaj Šek je u srpnju 1926. poveo vojsku u Sjevernu ekspediciju čiji je cilj bio poraziti odmetnute gospodare rata i ponovno uspostaviti autoritet središnje vlasti. Zbog svojih teških antikomunističkih uvjerenja, međutim, Čang Kaj Šek je u travnju 1927  krenuo i u krvavi obračun s komunistima, imena "Bijeli teror". Ovo je s jedne strane stvorilo raskol u Kuomintangu na lijevu frakciju pod Wang Jingweijem, koja je oformila vlastitu vladu u Wuhanu, ne odobravavši tu čistku i desnu frakciju Čang Kaj-šeka koja je upravljala iz Nanjinga. Shizma je također oslabila Kuomintang, dok su komunisti podigli oružani ustanak, što je označilo početak Kineskog građanskog rata. Međutim, do jeseni 1927, Wuhanska frakcija je popustila i pristala na pomirbu sa stranom Čang Kaj Šeka u Nanjingu. Do travnja 1928. nacionalisti su porazili ostatke snaga lojalnih gospodarima rata, da bi potom u njihove ruke došao i Peking čime je Kina prividno bila ujedinjena.

### Sovjetska podrška Komunistima
Odmah nakon osnivanja Komunističke partije Kine 1921. god. je Kominterna od 1921. god. zahtijevala od kineskih komunista da se uključuju u redove Koumintanga - kojega su Kominterna i SSSR bili odlučili podržati - i djeluju u tom pokretu kao "blok iznutra". Nakon što glavnina kineskih komunista nije bila poslušala te naputke i upustila se od 1927. god. u oružanu borbi protiv Koumintanga, od 1935. godine kineski komunisti prihvaćaju djelovati sukladno uputama Kominterne; zauzvrat im je iz Moskve pristilaza značajna novčana i druga pomoć. U skladu s potrebama SSSR-a, kineski komunisti su se od 1935. god. bili odlučili smanjiti angažman protiv Komintanga, i surađivati s vlastima Republike Kine u borbi protiv Japanske invazije (Drugi kinesko-japanski rat, 1935.-1937.) Nakon što je sovjetska Crvena Armija tijekom Sovjetsko-japanskog rata 1945. god. zauzela Mandžuriju, cijelo to prostrano područje s velikim zalihama oružja koje su zaplijenjene od japanskih snaga (ozbiljno naoružana vojna sila s preko 600.000 vojnika, koja se predala Crvenoj Armiji) je predano kineskim komunistima; to će značajno pripomoći kasnijoj pobjedi komunista u Građanskom ratu.

## Posljedice
U ratu je poginulo nekoliko milijuna ljudi, najmanje 1 milijun, a najviše 3 milijuna ljudi.